# Чемпіонат світу з хокею із шайбою 2023 (дивізіон IV)
Чемпіонат світу з хокею із шайбою 2023 — чемпіонат світу з хокею із шайбою, який мав відбутись в столиці Кувейту Ель-Кувейт. Згодом його перенесли до Улан-Батору (Монголія), де турнір пройшов з 23 по 26 березня 2023 року.

## Учасники
| Збірна    | Результати 2022 року                           |
| --------- | ---------------------------------------------- |
| Кувейт    | 5-е місце у Дивізіоні IV                       |
| Монголія  | Господарі повернення після перерви з 2013 року |
| Філіппіни | Дебютант                                       |
| Індонезія | Дебютант                                       |

## Таблиця
| Поз | Команда      | М | В | ВО | ПО | П | ГЗ | ГП | Різ | О | Підвищення     |
| --- | ------------ | - | - | -- | -- | - | -- | -- | --- | - | -------------- |
| 1   | Філіппіни    | 3 | 2 | 1  | 0  | 0 | 35 | 6  | +29 | 8 | Дивізіон III B |
| 2   | Монголія (H) | 3 | 2 | 0  | 1  | 0 | 19 | 8  | +11 | 7 |                |
| 3   | Кувейт       | 3 | 1 | 0  | 0  | 2 | 4  | 24 | −20 | 3 |                |
| 4   | Індонезія    | 3 | 0 | 0  | 0  | 3 | 3  | 23 | −20 | 0 |                |

## Результати
| Дата       | Команда   | Рахунок    | Команда   |
| ---------- | --------- | ---------- | --------- |
| 23.03.2023 | Філіппіни | 14 : 0     | Індонезія |
| 23.03.2023 | Кувейт    | 0 : 8      | Монголія  |
| 25.03.2023 | Індонезія | 2 : 4      | Кувейт    |
| 25.03.2023 | Філіппіни | 7 : 6 (ОТ) | Монголія  |
| 26.03.2023 | Кувейт    | 0 : 14     | Філіппіни |
| 26.03.2023 | Монголія  | 5 : 1      | Індонезія |